# Nausífanes de Téos
Nausífanes (em grego:  Ναυσιφάνης; viveu c. 325 a.C.), nativo de Téos, era ligado à filosofia de Demócrito e seguidor de Pirro de Élis. Tinha um grande número de seguidores, e foi particularmente famoso como retórico.
Epicuro foi um dos seus ouvintes, mas insatisfeito com ele, teve uma posição hostil nos seus escritos. Também argumentava que o estudo de filosofia natural (física), era a melhor fundação para estudar retórica e política. Existe uma polémica na obra Sobre a Retórica de Filodemo contra a visão de Nausífanes que o filósofo natural é o melhor orador. Epicuro pode ter derivado os seus três critérios do seu cânone de uma obra de Nausífanes.